# كريستيانو جونيور
كريستيانو جونيور (بالبرتغالية: Cristiano Sebastião de Lima Júnior‏) هو لاعب كرة قدم برازيلي في مركز الهجوم، ولد في 5 يونيو 1979 في ريو دي جانيرو في البرازيل، وتوفي في 5 ديسمبر 2004 في بنغالور في الهند بسبب نوبة قلبية. لعب مع نادي إيست بنغال ونادي ديمبو.

## وصلات خارجية
- كريستيانو جونيور على موقع قاعدة بيانات كرة القدم.إي يو (الإنجليزية)